# Sauer & Sohn
J. P. Sauer und Sohn GmbH (Sauer & Sohn) — німецька збройова компанія, заснована в 1751 році Лоренцом Зауером (Lorenz Sauer) у місті Зуль, Тюрингія. Є найстарішою збройовою компанією Німеччини, яка діє до сьогодні.

## Історія
Компанія J. P. Sauer und Sohn була заснована в 1751 році німецьким зброярем-підприємцем Лоренцом Зауером. Підприємство було розташоване в місті Зуль (Тюрингія) і перебувало там протягом двох століть. У 1951 році компанія переїхала до міста Еккерфьорде (Шлезвіг-Гольштейн). Це було пов'язане з обмеженнями закупок німецької армії після Другої світової війни й потраплянням міста Зуль під радянську зону окупації, а потім — під контроль комуністичної Східної Німеччини. Зараз компанія базується в місті Існи-ім-Алльгой. З 2007 року компанією володіє холдинг Lüke & Ortmeier Gruppe, яка також володіє Mauser, Blaser та Swiss Arms.
Компанія Sauer & Sohn виробляє як ручну зброю, так і довгоствольну. Серед продукції — пістолети, гвинтівки, дробовики. Особливої популярності набув самозарядний пістолет компанії Sauer 38H — перша зброя, яка випускалася масово. Протягом тривалого часу (з середини 1970-х) німецька компанія співпрацювала в розробці й випуску зброї зі швейцарською Swiss Arms (підрозділом SIG Arms). Це співробітництво було дуже плідне й вилилось у цілу серію самозарядних пістолетів під маркою «SIG Sauer». До роботи зі Swiss Arms Sauer & Sohn працювали з американською Weatherby (1958 — початок 1970-х): німецька компанія проводила масове виробництво американських мисливських гвинтівок Mark 5.
JP Sauer & Sohn Gmbh також є виробником повітряних і газових компресорів високого тиску.

## Продукція

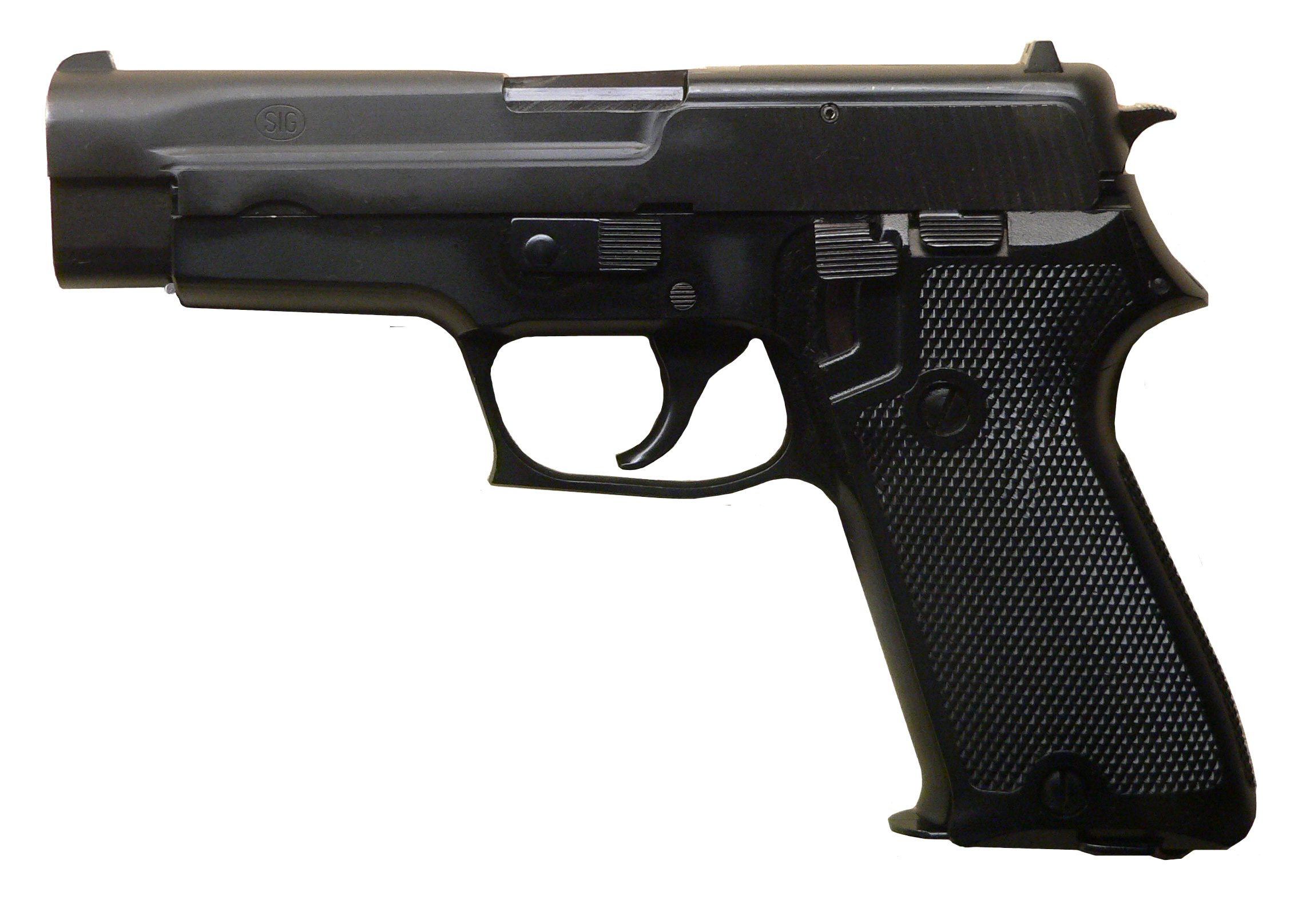
SIG Sauer P220

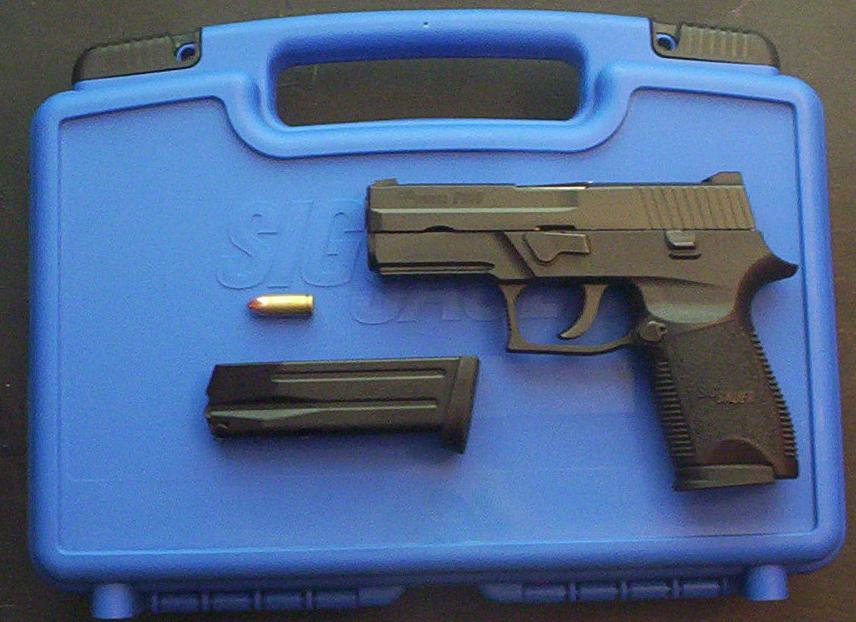
SIG Sauer P250

### Sauer & Sohn
- Sauer 38H
- Sauer 90
- Sauer 202
- Sauer 200 STR
- Sauer 303
- S 200 TR
- Sauer M30 Drilling

### SIG Sauer

#### Самозарядні пістолети

##### Стандартні
- SIG Sauer P220
- SIG Sauer P224
- SIG Sauer P225
- SIG Sauer P226
  - SIG Sauer P226 X-5
- SIG Sauer P227
- SIG Sauer P228
- SIG Sauer P229
- SIG Sauer P239
- SIG Sauer P250
- серія SIG Sauer Pro (SP 2009, SP 2022 і SP 2340)

##### Субкомпактні
- SIG Sauer P238
- SIG Sauer P245
- SIG Sauer P290
- SIG Sauer P938

##### З вільним затвором
- SIG Sauer P230
- SIG Sauer P232
- SIG Sauer Mosquito

#### Кулемети
- SIG Sauer MG 710-3

#### Гвинтівки
- SIG Sauer SSG 2000
- SIG Sauer SSG 3000